# Archeologisch Museum Théo Desplans

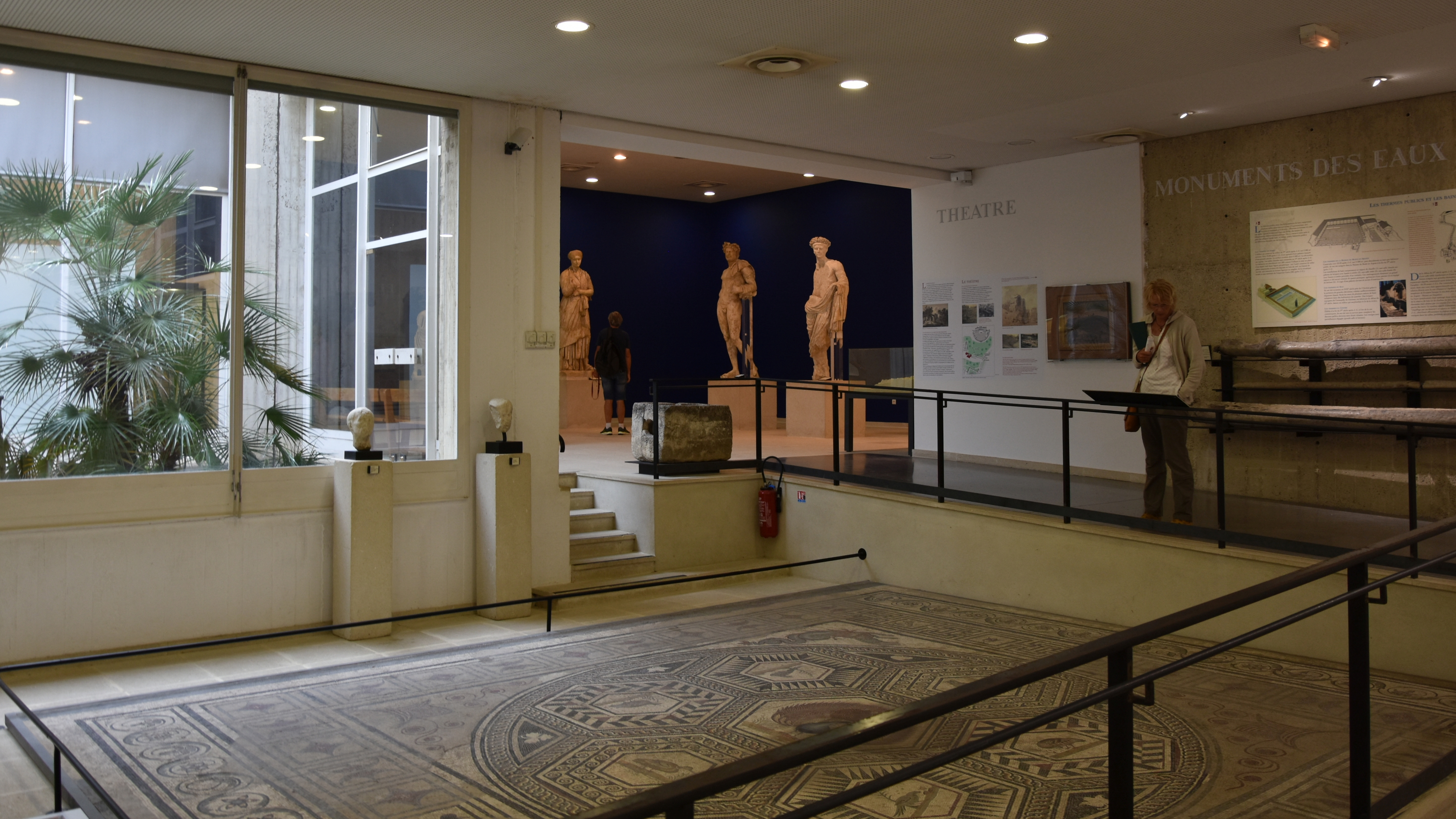
Archeologisch Museum Théo Desplans

Het Archeologisch Museum Théo Desplans bevindt zich in de Zuid-Franse stad Vaison-la-Romaine, in het departement Vaucluse. Het museum bevindt zich op de archeologische site Heuvel van Puymin, naast de resten van het Romeins theater.
Het museum heeft jaarlijks zo’n 60.000 à 70.000 bezoekers en is eigendom van de stad. Wat het stedelijk museum toont, zijn archeologische stukken die behoed werden voor transport naar het buitenland.
Het museum toont de belangrijkste opgravingen in Vaison-la-Romaine: het gaat om Keltische en Gallo-Romeinse stukken. Uit de Keltische tijd zijn er talrijke gebruiksvoorwerpen van de Vocontii, die leefden in de streek. Dit volk werd later geromaniseerd door de Romeinen. Uit de Romeinse tijd zijn te bezichtigen een marmeren hoofd van de god Apollo, een mozaïek uit de Romeinse villa genaamd Pauwenvilla, stukken van fresco’s en grafmonumenten, juwelen, toiletartikelen en beelden van Romeinse keizers. De keizerlijke beelden zijn deze van Claudius, Domitianus, Hadrianus en zijn echtgenote Vibia Sabina. Deze beelden stonden voorheen in het theater.

## Galerij

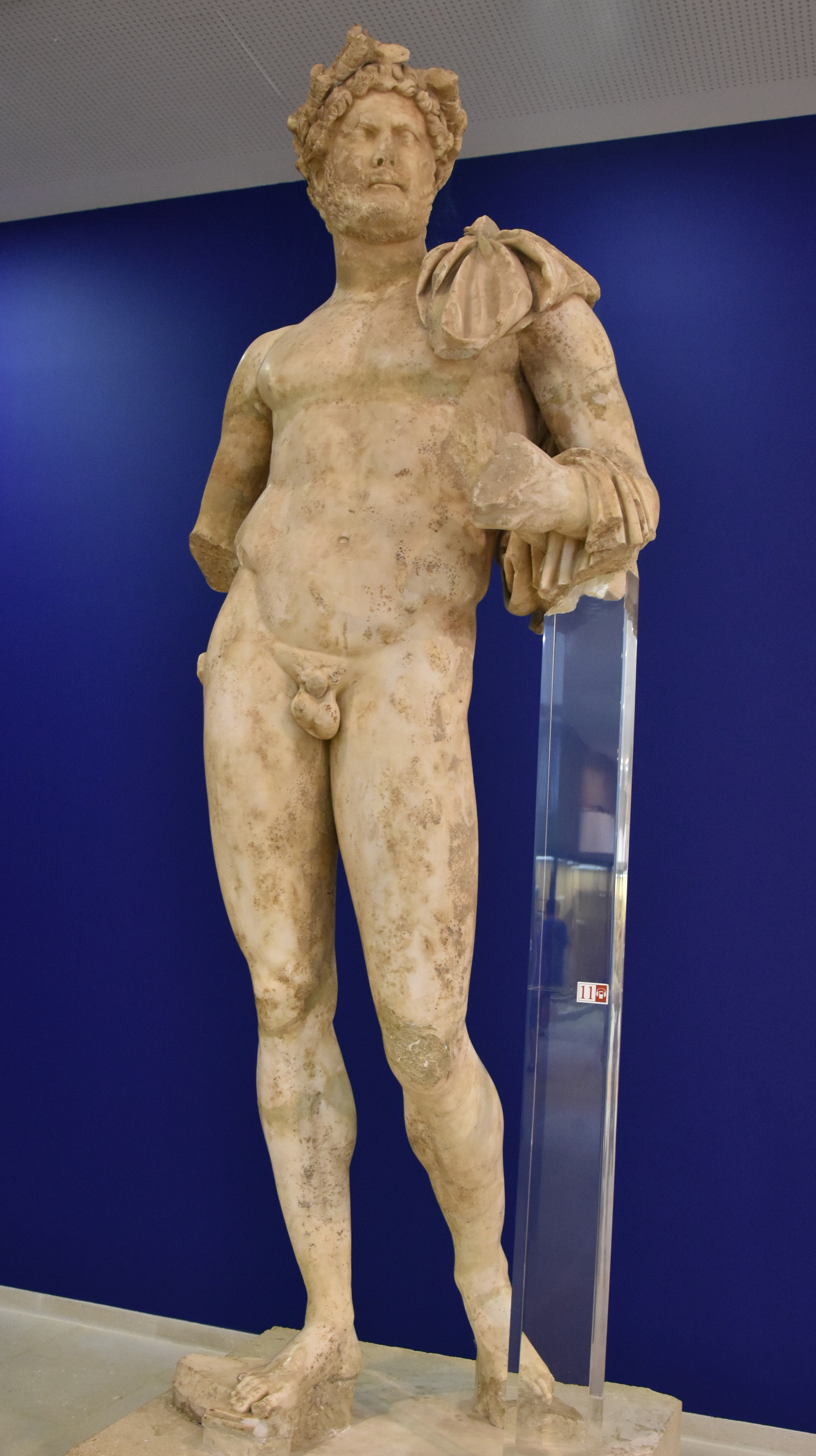
Hadrianus
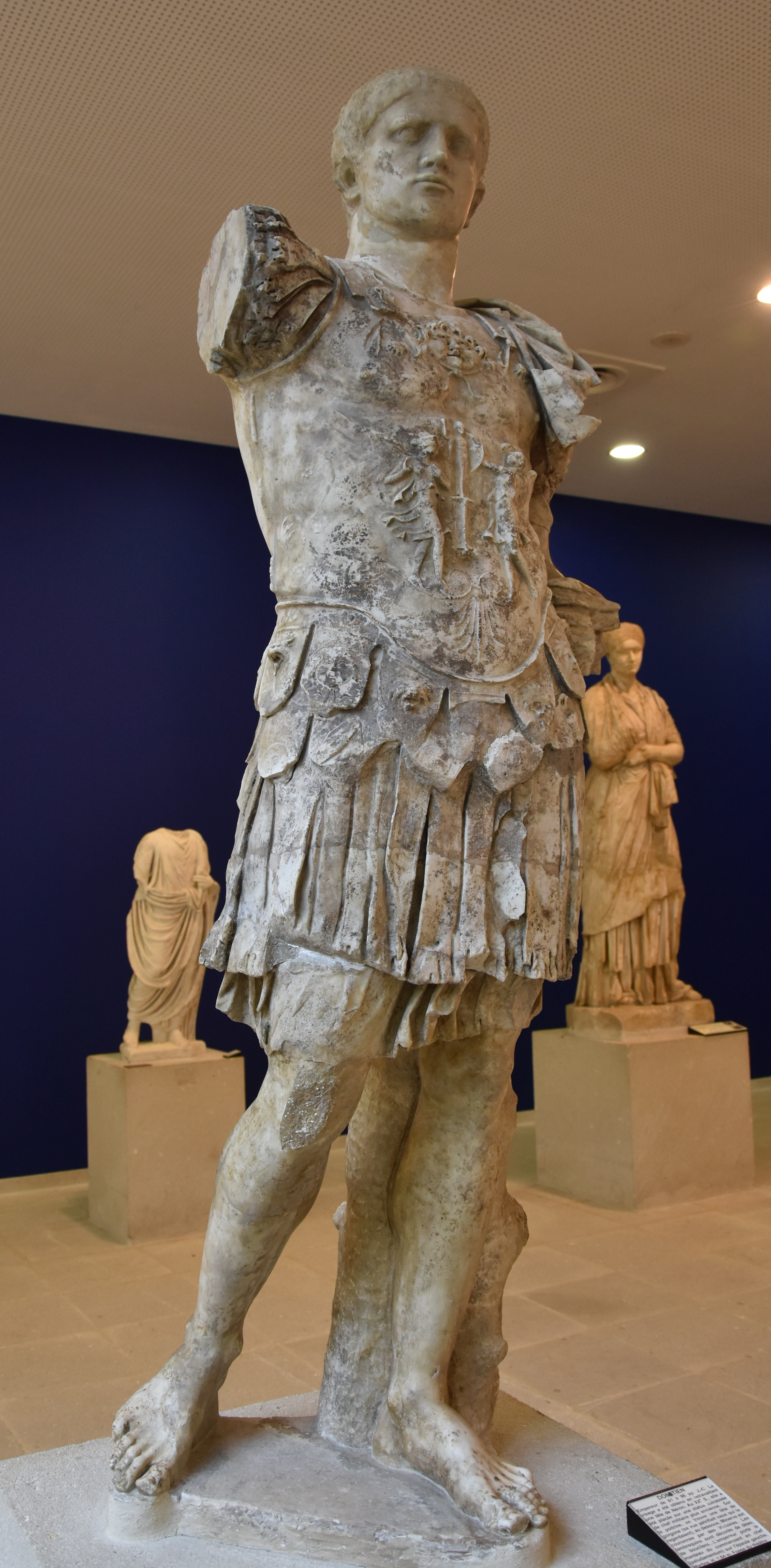
Domitianus
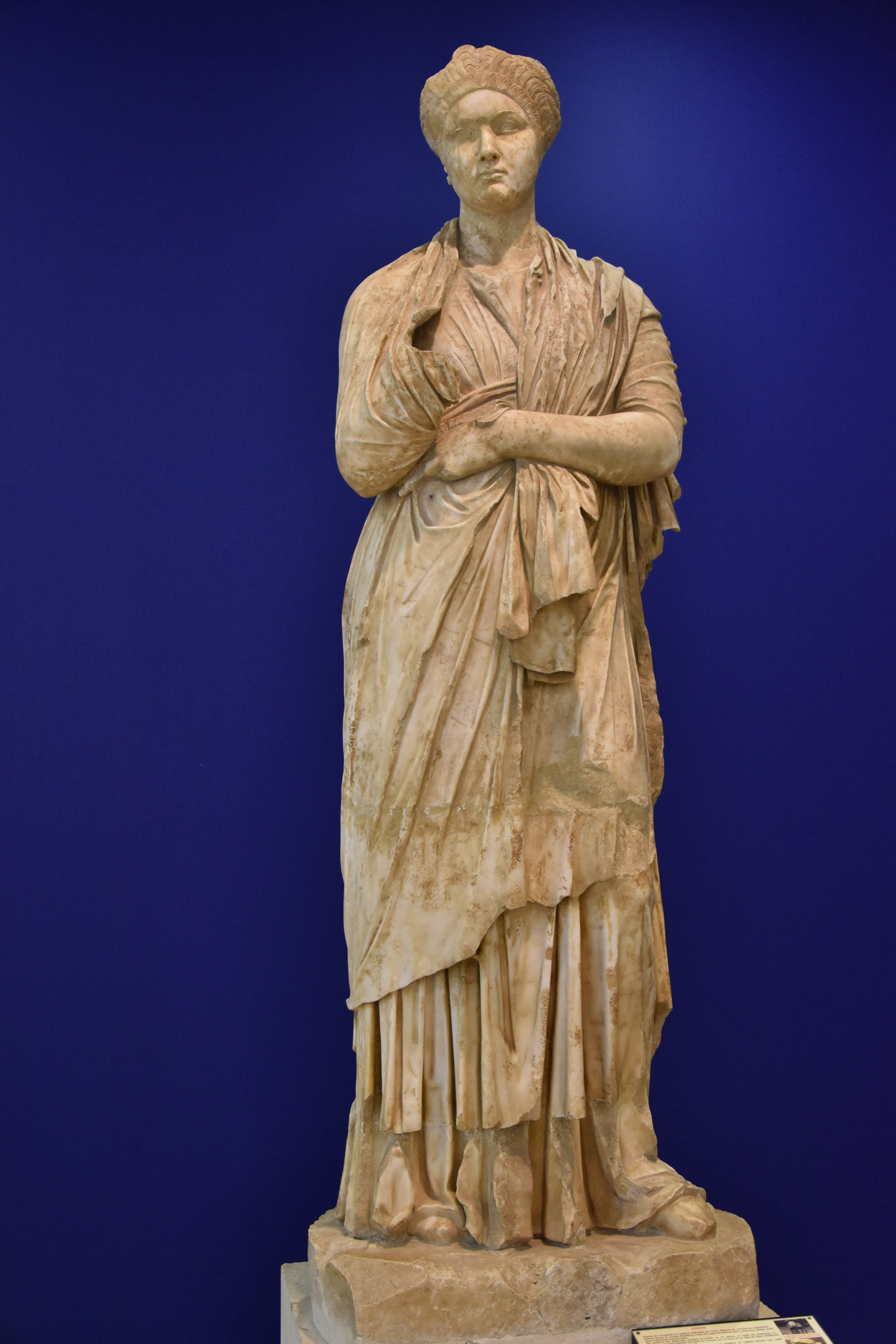
Vibia Sabina
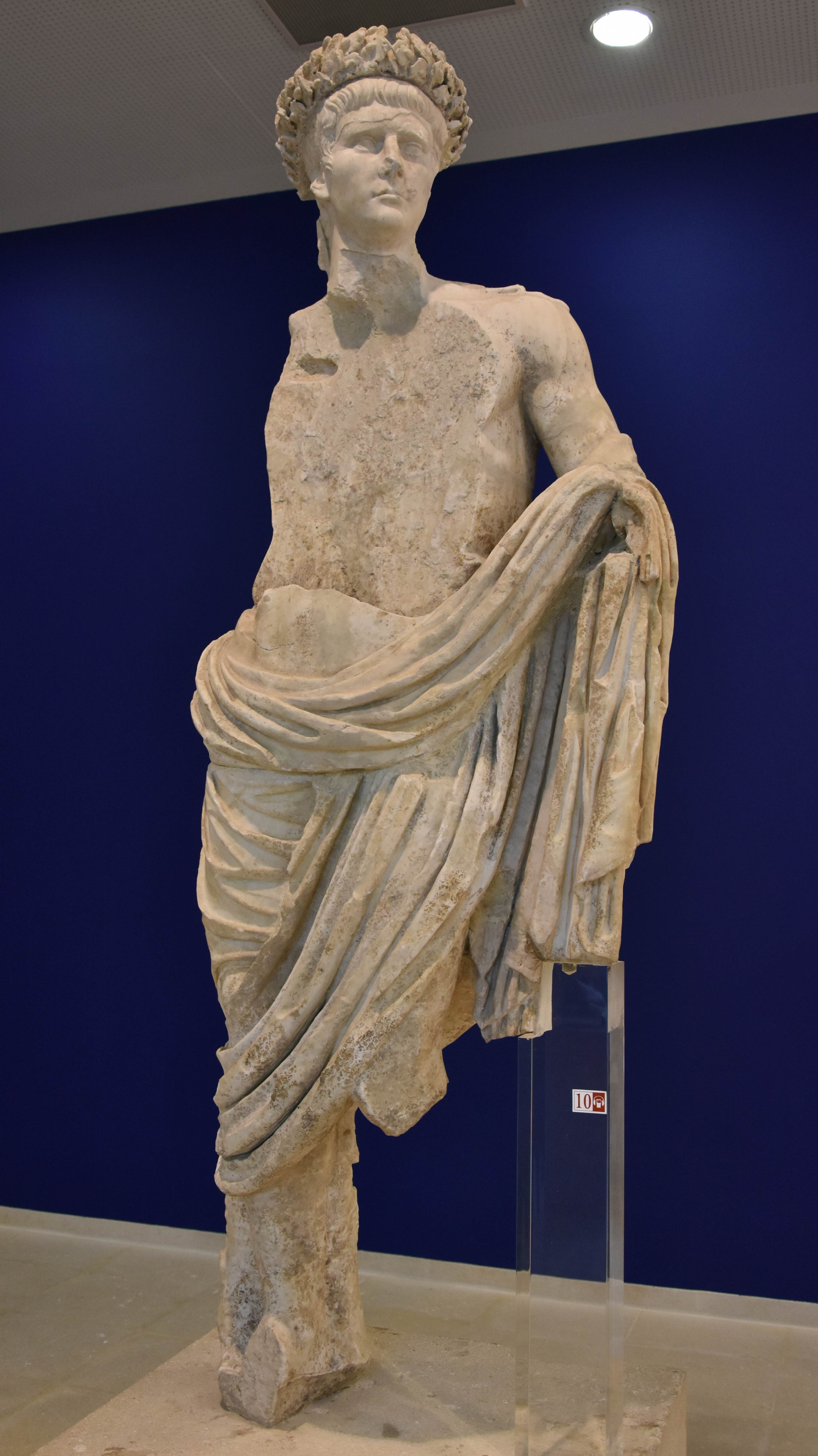
Claudius
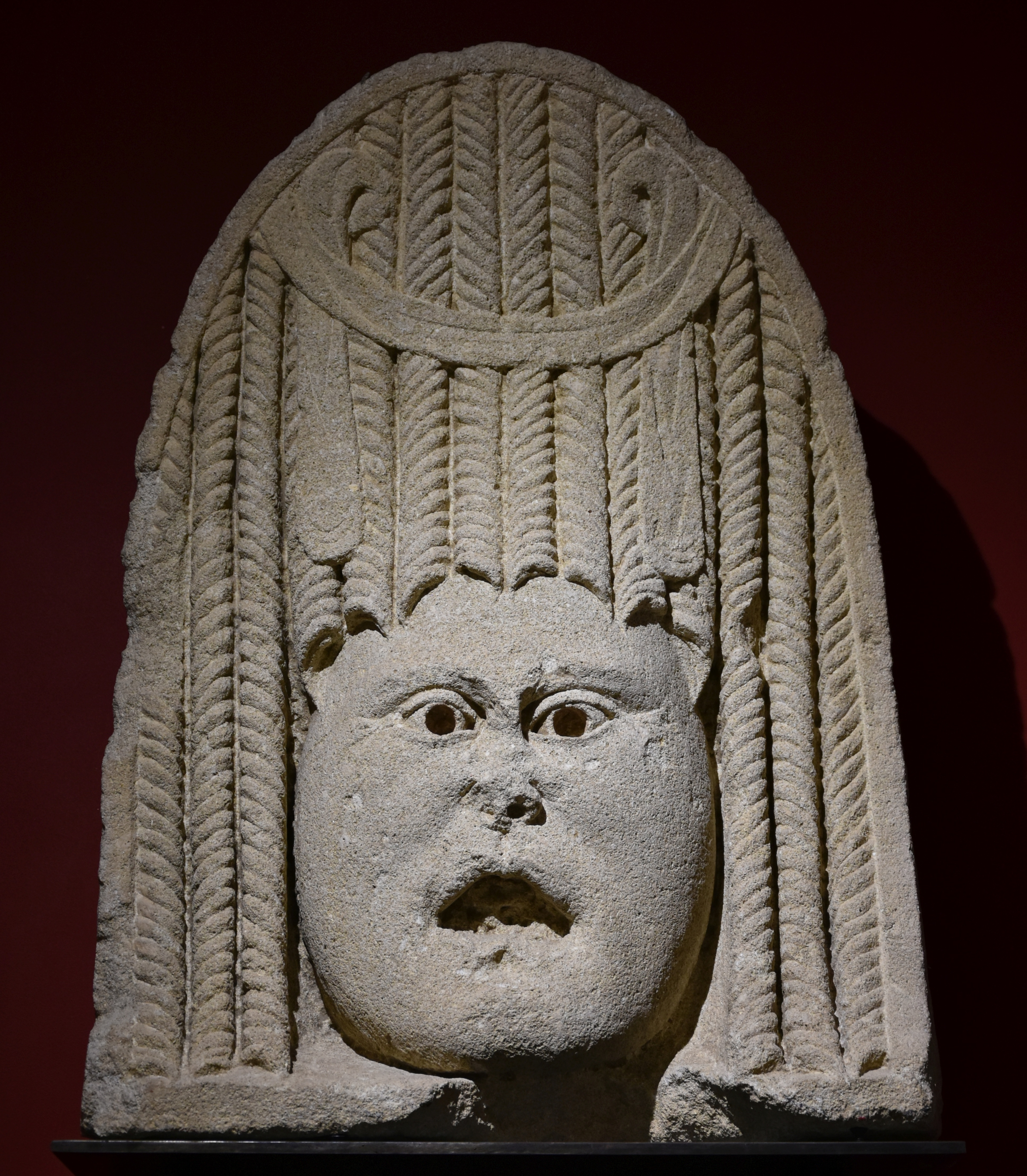
Akroterion